# Antonio Ganduglia
Antonio Juan Ganduglia (Buenos Aires, Argentina; 14 de mayo de 1907) fue un exfutbolista argentino que se desempeñaba como delantero.

## Clubes
| Club               | País      | Año         |
| ------------------ | --------- | ----------- |
| River Plate        | Argentina | 1925 - 1926 |
| Del Plata          | Argentina | 1926        |
| River Plate        | Argentina | 1927 - 1931 |
| Ferro Carril Oeste | Argentina | 1932        |
| Genoa CFC          | Italia    | 1932 - 1933 |
| Pisa               | Italia    | 1933 - 1934 |
| Boca Juniors       | Argentina | 1934        |
| Atlanta            | Argentina | 1938        |